# FGR-17 Viper
«Ва́йпер» (англ. Viper [ˈvaɪpɚ], «гадюка»; общевойсковой индекс исходной модели — FGR-17, армейский индекс усовершенствованного варианта — XM132) — американский одноразовый ручной противотанковый гранатомёт (в некоторых официальных публикациях классифицирующийся как переносной ракетный комплекс), разработанный в 1970-х гг., принятый на вооружение и запущенный в производство в 1981 году.
В перспективе предполагалось оснастить «Вайпером» союзников США по НАТО и вне блока но гранатомёт был снят с вооружения уже в 1983 году и утилизирован. Программа работ велась в 1975—1983 гг.
В итоге «Вайпер» уступил место более дешёвым AT4 и M72A3.

## Назначение
«Вайпер» предназначался для замены в войсках РПГ M72 (по сути был его усовершенствованным вариантом). Среди других противотанковых средств в арсенале сухопутных войск и морской пехоты, «Вайперу» в эшелонированной системе огня по наступающим силам противника отводилась роль оружия переднего края — последней линии обороны (last ditch weapon, final protective) перед метанием ручных противотанковых гранат. «Вайпер» предназначался для поражения фортификационных сооружений, полевых укреплений, огневых точек, артиллерийских орудий и миномётов, машин и лёгкой бронетехники, подходил для применения в условиях городской застройки и при выполнении задач боевого патрулирования. Согласно заявлениям разработчиков, гранатомёт обеспечивал поражение движущихся целей на дистанциях до 300 метров. Отличался лёгкостью, простотой и надёжностью, увеличенными в сравнении с M72 эффективной дальностью стрельбы, вероятностью попадания и поражения цели с первого выстрела. Снабдить «вайперами» в большом количестве планировалось не только линейные стрелковые подразделения, но подразделения боевого и тылового обеспечения, подразделения охраны штабов и органов управления (вплоть до тыловиков, клерков в кабинетах и поваров в столовых), для защиты от танкового прорыва или от действий диверсионных сил противника в тылу.
Мог применяться против любых категорий бронетехники (в связи с чем именовался «убийцей танков», англ. Viper tank killer), а также малогабаритных стационарных целей, типа амбразур бункеров и других инженерно-фортификационных сооружений. Конструкторами была предусмотрена возможность использования «Вайпера» в качестве инженерного боеприпаса (противотанковой мины), крепившегося к предметам местности в направлении движения техники противника. Помимо сугубо противотанкового исходника, был разработан его тандемный противобункерный вариант с бронебойно-осколочной боевой частью с готовыми поражающими элементами — «SHAWL», который ко всему прочему мог применяться в качестве ручной гранаты для метания на ближних дистанциях.

### Особенности и инновации
Первый из американских ручных гранатомётов и вообще пехотных вооружений такого класса, разработанный строго с применением метрической системы мер (что являлось одним из требований тактико-технического задания в рамках международных соглашений по стандартизации).
Кроме того, это был первый в истории США образец ракетного вооружения целиком и полностью (от замысла до прототипа) разработанный внутриармейскими, то есть казёнными учреждениями без привлечения частных исследовательских и конструкторских учреждений.
«Вайпер» уже на стадии опытного производства установил целый ряд мировых рекордов и инновационных подходов.
На момент своей разработки он считался легчайшим после LAW ручным противотанковым гранатомётом в мире, твёрдое ракетное топливо реактивной гранаты имело рекордно высокую интенсивность сгорания (наивысшую в мире на тот момент). Кумулятивный заряд формовался не отливкой, как это обычно делается, а прессованием.
Двигатель гранаты имел стекловолоконный корпус, что было нововведением в практике оружейного производства, так как до этого не существовало серийных гранат с таким материалом корпуса, только экспериментальные образцы.
Гранатомёт изготавливался практически полностью из композитных материалов (после запуска в серию, предприятия по производству «Вайпера» стали крупнейшим потребителем композитов среди всех американских производителей вооружения).

## История

### Разработка
По словам начальника Управления разработки ракетного вооружения бригадного генерала Фрэнка Рагано, проект «Вайпер» органично вырос из всего того, что было достигнуто в ходе работы над гранатомётами серии LAW. Основа того, что впоследствии отлилось в гранатомёт «Вайпер», была заложена в начале 1970-х гг. сотрудниками Лаборатории ракетного вооружения Армии США в Редстоуне, штат Алабама.
«Вайпер» являлся прямым результатом развития технологии переносного противотанкового оружия ближней дальности (Short Range, Man-Portable, Anti-Tank Weapon Technology), программа работ по которой осуществлялась в 1971—1972 гг. Непосредственным предшественником Вайпера являлся опытный противотанковый гранатомёт LAW-T.
Основа проектно-технической документации «Вайпера» была составлена в 1973—1974 гг. Тогда же был разработан новый сорт ракетного топлива, почти вдвое увеличивавший скорость полёта реактивной гранаты, пропорционально которой возрастала вероятность попадания.
В начале 1974 года Начальник научно-исследовательской работы Армии США генерал-лейтенант Джон Дин в своей ежегодной смете расходов на науку и исследования запросил Конгресс США о выделении средств на разработку усовершенствованного лёгкого противотанкового штурмового оружия пехоты (Improved Light Anti-Armor Assault Weapon, сокр. ILAW). Это название (ILAW) и было присвоено начатой программе. На том этапе содействие военным в части проведения научно-исследовательских работ по ILAW оказывал Риверсайдский исследовательский институт в Нью-Йорке (Riverside Research Institute). Параллельно с ILAW велась начатая ранее программа разработки продвинутого лёгкого противотанкового штурмового оружия пехоты (ALAW), которая в итоге отлилась в гранатомёт XM73. Практически весь объём работы (не считая промышленного образца гранатомёта) был выполнен в стенах армейских лабораторий до начала 1976 года. За проектирование и подготовку образца для копирования отвечали лаборатории и структурные подразделения (директораты) управления в Редстоуне, системный инжиниринг и проектный менеджмент — (Advanced Systems Concepts Office), стендовые и огневые испытания — Директорат испытаний и оценки (Test and Evaluation Directorate), дизайн — Директорат снаряжения и материалов (Ground Equipment and Materials Directorate), аэродинамические исследования — Аэробаллистический директорат (Aeroballistics Directorate), инженеры-ракетчики Директората ракетного топлива (Propulsion Directorate) разработали специальный сорт ракетного топлива на карборановой основе, которая повышала интенсивность горения и увеличивала скорость полёта гранаты, от индустриальных подрядчиков требовалось по сути только представить свои рационализаторские предложения и подогнать стереотипную модель под имеющуюся промышленную базу, упростив и удешевив его серийный образец.. Общий менеджмент проекта был возложен на Управление разработки ракетного вооружения (MIRADCOM), сначала под командованием генерал-майора Джорджа Тёрнмейера совмещавшего две должности, затем бригадного генерала Фрэнка Рагано. В конце 1976 — начале 1977 года проводилась реорганизация структур управления ракетными войсками (около восьми тысяч человек управленческого и технического персонала), завершившаяся 31 января 1977 года, в результате которой Управление разработки ракетного вооружения было упразднено и все ведшиеся под его эгидой проекты (включая «Вайпер») были переданы Управлению ракетных войск.
В 1975 году Управление ракетных войск Армии США разослало предложения принять участие в конкурсе по созданию нового ручного противотанкового гранатомёта более чем шестидесяти компаниям военной промышленности. 16 декабря 1975 года был создан офис проекта со штатом 34 гражданских служащих вооружённых сил и 3 военных, руководителем проекта от Управления ракетных войск был назначен полковник Губерт Лакмен, ранее служивший в Директорате разработки и испытания снаряжения и вооружения Управления материально-технического снабжения Армии в Вашингтоне. Главным инженером проекта, заместителем Лакмена по исследовательской работе был назначен Берни Кобб, гражданский служащий Директората ракетного топлива, ранее работавший инженером по испытаниям ракетных двигателей в корпорации «Тиокол», а непосредственно перед «Вайпером» работавший над аналогичным проектом SMAWT.
Своё словесное название «Вайпер» гранатомёт получил в январе 1976 года, когда ещё не был определён генеральный подрядчик работ. В конкурсе на присвоение словесного названия для гранатомёта участвовали около 110 человек из числа служащих армейских учреждений в Хантсвилле, штат Алабама, и Форт-Беннинге, штат Джорджия, с 228 предложенными ими вариантами названия. Офис проекта отобрал пять подходящих по их мнению имён, председатель жюри — начальник Управления ракетных войск генерал-майор Джордж Тёрнмейер выбрал среди них два наиболее звучных, отдав предпочтение «Вайперу». Автором имени для гранатомёта был Джордж Мейер, программный аналитик из офиса 2,75-дюймовых неуправляемых ракетных вооружений, который 22 января 1976 года получил в подарок от Г. Лакмена брелок для ключей с эмблемой ракетных войск и поощрительный приз в размере $25. К слову, Мейер не был оригинальным, такое же название среди 228 других предложили ещё двое человек, но Мейер был первым среди них. Выбранное название отправилось на официальное утверждение Министра армии США Мартина Хоффманна.

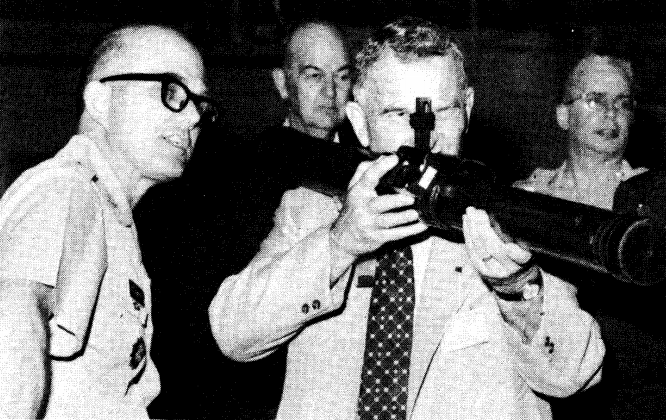
Уильям Клементс инспектирует гранатомёт. Слева от него руководитель проекта Губерт Лакмен

В конце сентября 1976 года Редстоун с официальным визитом посетил Заместитель министра обороны США Уильям Клементс лично проинспектировавший новый гранатомёт и опробовавший его прицельные приспособления.
Берни Кобба на посту главного инженера проекта сменил Клэренс Тайдуэлл, выполнявший эти функции три года с 1977 по 1980 гг., а затем направленный на работу по ОТРК «Першинг-2», после него был Джерри Макмурри, направленный в конце мая 1980 года на доводку ЗРК «Пэтриот», а за ним Джек Гроссер. Вопросы контрразведывательного обеспечения исследований и испытаний курировались Фрэнком Стивенсом прикомандированным от 902-й группы военной разведки.
За оборудование учебных классов (пластмассовые габаритные макеты гранатомёта и отдельных его частей, а также макеты боеприпасов) отвечало подразделение учебных средств офиса автоматизации и технологий связи (Training Devices Branch, Automation and Communication Technology Office). Перед тем как был выбран коммерческий подрядчик, Помощник министра обороны по научно-исследовательской работе Кэри Эмерсон дал распоряжение Армейскому научно-консультативному совету отчитаться ему о результатах проделанной работы по проекту. Ответ заканчивался следующими словами: «Технические решения верны настолько, насколько образцово они проработаны в инженерном плане».
Из откликнувшихся на первоначальное обращение жюри отобрало три проекта наиболее удовлетворяющих условиям конкурса, представленных корпорациями «Day & Zimmermann», «Northrop Corporation» и «General Dynamics». Победу по итогам одержал проект последней. В конце февраля 1976 года, контракт на проведение опытно-конструкторских работ и испытаний серийной модели гранатомёта, а также подготовку производственно-технической документации (Technical Design Data Package) на общую сумму $10,5 млн сроком 43 месяца был заключен с корпорацией «General Dynamics». Работы по проекту «Вайпер» входили в тройку наиболее приоритетных проектов Управления ракетных войск (двумя другими были технология управляемых реактивных снарядов с терминальным наведением и лазеров высокой мощности).
Работы по усовершенствованию прицельных приспособлений велись осенью 1977 года с привлечением 14 военнослужащих из Форт-Беннинга, 5 гражданских специалистов и 2 заводских испытателей. Технология. Для этого к пусковой трубе крепился фотоаппарат с 35-мм объективом, а вместо гранаты внутри находился инфракрасный излучатель, который проецировал лазерный луч в направлении цели (в качестве движущихся мишеней были использованы габаритные фигуры советских танков). Нажатие на спуск приводило к включению излучателя и срабатыванию фотоаппарата. Военнослужащие и испытатели протестировали шесть различных конфигураций прицельных приспособлений.
Руководство проектом на этапе опытно-конструкторских работ (engineering development), в период после выбора генподрядчика и до этапа доводочных испытаний с марта 1977 по июнь 1978 года осуществлял полковник, а затем бригадный генерал Джозеф Лакс, одновременно курировавший проект создания тяжёлого противотанкового комплекса с альтернативными системами наведения (Advanced Heavy Anti-Tank Missile Systems, сокр. AHAMS), в связи с повышением в звании переведенный на новую должность.
Совместные стрелковые испытания опытных прототипов гранатомётов различных изготовителей проводились в течение 1976 года на полигоне Редстоунского арсенала, всего было отстреляно по десять боеприпасов от каждой индустриальной команды (с гранатомёта, установленного на неподвижном станке, гранатами с инертной боевой частью), из десяти выстрелов «Вайпер» в варианте реализации «General Dynamics» показал десять попаданий по мишени высотой семь с половиной футов (2,3 метра). Уже тогда гранатомёт имел свой законченный вид. На тот момент рассматривались два варианта покрытия для корпуса ракетных двигателей: сталь и стекловолокно, — сталь обеспечивала большую прочность, в то время как стекловолокно было легче по весу и дешевле в производстве, — соответственно из десяти гранат отстрелянных в ходе испытаний было пять со стальным и пять со стекловолоконным корпусом двигателя. Испытания показали превосходство образца не только над образцами конкурентов, но и над M72 в мощности, точности и эффективности. По словам непосредственного руководителя проекта от Управления ракетных войск полковника Губерта Лакмена, в ходе испытаний инженерам «General Dynamics» удалось добиться запланированных показателей частоты вращения гранаты в полёте, скорости и траектории полёта. На тот момент, полная боевая масса гранатомёта составляла менее 3,2 кг.
Стрельбы из учебного варианта гранатомёта (Viper Trainer System) заводскими испытателями с плеча стали проводиться в 1978 году. Старшим стрелком-испытателем от генерального подрядчика работ был Чак Эванс, он же первым испытал новый гранатомёт на полигоне Редстоунского арсенала. На этом этапе работ, руководителем проекта от армии являлся полковник Чёрч Мэттьюс, ранее выполнявший функции коменданта Уотервлитского арсенала и принявший руководство проектом «Вайпер» осенью 1978, а в конце сентября 1979 года повышенный до бригадного генерала и вскоре переведенный на новую должность.
В бюджете на 1978—1979 год предполагалось закупить для отстрела в ходе испытаний 2230 боеприпасов, на что запрашивалось 6,3 млн $. Немаловажным фактором, укладывающимся в обоснование расходов и способствовавшим выделению конгрессменами бюджетных средств на «Вайпер» и родственные ему программы, было зафиксированное американской разведкой наращивание количества вооружения и техники Группы советских войск в Германии, соседних групп войск, а также армий стран-участниц Организации Варшавского договора.

### Испытания
План испытаний на 1980—1981 гг. предусматривал отстрел 24 боеприпасов в Редстоунском арсенале для проверки точности стрельбы по неподвижным целям, ещё 146 в различных тактических условиях обстановки на различных полигонах страны, плюс 750 по движущимся целям в Форт-Беннинге, штат Джорджия.
Стрельбы из боевого гранатомёта заводскими испытателями совместно с военнослужащими стали проводиться с 1980 года. Заводчане в количестве восьми человек отстреляли по три боеприпаса (24 гранаты), причём второй и третий выстрел производились ими в течение одной минуты, — сразу после этого военные медики из Форт-Ракера проверяли их слух (предварительно проверив слух испытателей перед стрельбами), — по словам руководителя проекта полковника Аарона Ларкинса, ни один из стрелков не проявил даже временного ухудшения слуха. Трудно сказать, оказывалось ли давление на руководителя проекта, но озвученная им информация не соответствовала действительности, что впоследствии было оглашено во время слушаний в Конгрессе, где стало известно, что «Вайпер» не вкладывался в дозволенный Главным врачом Армии США Бернхардом Миттемайером лимит уровня шума (180 дБ), упорно демонстрировал превышающие значения (порядка 184 дБ при длительности 16 мсек). При этом, до 1980 года вопросы снижения шума не заботили никого ни в офисе проекта, ни у генподрядчика. Даже после доработки генподрядчиком, шум от выстрела был не ниже 181,5 дБ. Заинтересованными лицами из числа армейского генералитета упорно предлагалось повысить предельное допустимое значение шума специально для «Вайпера» под предлогом того, что существующий порог был предусмотрен скорее для «стрелкового оружия», а поскольку «Вайпер» официально классифицировался как «ракетное вооружение», для него этот показатель не был граничным. В качестве оправдания таких мер всегда акцентировалось внимание на том, что европейские аналоги имеют не меньший, а подчас и больший уровень шума. Согласно сторонникам постановки «Вайпера» на вооружение было проще и дешевле поставлять в комплекте с гранатомётом средства защиты органов слуха (беруши), чем реально снизить его шумовые показатели. Тем не менее, Б. Миттемайер настоял на снижении шума. Для снижения выталкивающего импульса, а с ним шума выстрела, пусковая труба была удлинена на несколько дюймов. Побочным следствием спешки, имевшей место при увеличении длины пусковой трубы стала увеличившаяся нагрузка на стенки канала ствола, что косвенно привело к разрыву одного из гранатомётов в ходе испытаний.
Войсковые испытания (operational tests) начались 25 февраля 1981 года в Пехотном испытательном центре в Форт-Беннинге. В этот день каждым стрелком было отстреляно по восемь боеприпасов из различных положений, по движущимся и неподвижным целям при различных вводных. По словам руководителя проекта А. Ларкинса, результаты стрельб были абсолютно успешными. Всего, программа войсковых испытаний предусматривала за весну 1981 года отстрелять несколько сот гранат, а военнослужащие-испытатели должны были жить в полевых условиях вместе с гранатомётами. На момент войсковых испытаний, «Вайпер» рассматривался как достаточно дешёвое средство по соотношению стоимости и эффективности (если упускать из внимания стоимость зарубежных аналогов).
В ходе первого (68) и второго (1179) этапа войсковых испытаний к 18 сентября 1981 года было отстреляно 1247 боеприпасов, из которых 802 испытателями с плеча, и 445 со станка, стрельбы с плеча велись только со второго этапа. Первая закупка крупной предсерийной партии «вайперов» намечалась на конец 1980 года, но 18 декабря высокопоставленные лица из штаба Армии США распорядились отменить закупку до проведения войсковых испытаний. Корпус морской пехоты проявил интерес к «Вайперу» с самого начала испытаний, поэтому на всех их этапах присутствовал офицер из штаба КМП, наблюдавший за ходом испытаний.
5 марта 1981 года в ходе испытаний в Форт-Беннинге произошло чрезвычайное происшествие — в результате нарушения работы ракетного двигателя и создания слишком большого давления в пусковой трубе взорвалась одна из двух частей пусковой трубы предсерийного образца гранатомёта (до этого инцидентов такого рода, связанных с нарушением работы двигателей, с «Вайпером» не случалось). Заводские специалисты от генподрядчика, изучив обстоятельства, пришли к выводу, что взрыв произошёл из-за повреждённой пусковой трубы. И хотя в ходе ЧП никто не пострадал, все участвующие, включая руководителя проекта, ожидали разбора происшествия вышестоящим начальством и самых тяжёлых последствий вплоть до прекращения работ над проектом и отмены закупок. В срочном порядке военные инженеры-ракетчики и инженерно-технические работники «General Dynamics» занялись усилением корпуса пусковой трубы, проведя дополнительные её испытания на прочность. По словам Дональда Кита, инцидент имел место из-за нарушения правил эксплуатации военнослужащим-испытателем. Меры со стороны генподрядчика выразились в увеличении количества слоёв волоконной ленты во время процесса формования пусковой трубы и применения более густой эпоксидной смолы для увеличения прочности. Кроме испытаний жарой и холодом, проводилось испытание ударными нагрузками, падение с высоты в половину человеческого роста на грунт.
Другими выявленными недостатками были:
- несрабатывание взрывателя или неполная детонация боевой части, приводящая к бесцельному расходу части взрывчатого вещества и напрямую влияющая на пробивающую способность;
- проблематичность отсоединение ударно-спускового механизма (для повторного использования) от пусковой трубы при температурах ниже 4 °C;
- протекание воды внутрь пусковой трубы после двухчасового нахождения гранатомёта на глубине 1 м под водой.

От генподрядчика требовалось устранить обнаруженные недостатки в предельно краткий срок. Коэффициент невзорвавшихся гранат среди отстрелянных на начальной стадии войсковых испытаний составлял 15 %, по заключению технических специалистов слабое звено крылось в работе элементов электроцепи взрывателя — чрезмерно высоком пороговом значении чувствительности передаточной пластины (pallet) к электрическому импульсу от срабатывания замыкателя (starwheel). Такая мера была обусловлена необходимостью исключения возможности непроизвольного замыкания цепи от статики или других факторов. Для исправления обнаруженной недоработки инженеры генподрядчика полностью заменили электроцепь срабатывания взрывателя. Попутно с повышением вероятности срабатывания взрывателя в ходе доработки удалось немного уменьшить шум выстрела. В варианте без блокировочного штифта гранатомёт нормально выдерживал двухчасовое пребывание в воде. С блокировочным штифтом, необходимым для предотвращения непроизвольного срабатывания УСМ, корпус пусковой трубы давал течь и затапливался водой в течение трёх—пяти минут, хотя 42-часовые дождевые испытания гранатомёт выдерживал без попадания воды внутрь ствола. На заводе-изготовителе поставляли гранатомёт в герметичном пакете, в котором он мог находиться в воде и грязи любой консистенции бесконечно долго без риска протекания, но армейское командование настаивало на соблюдении требований безопасности в ущерб герметичности корпуса.
Доводочные испытания гранатомёта с целью выявления и устранения недостатков проводились там же, в Редстоуне. В ходе испытаний гранатомёта в июне—июле 1981 г. Пехотным комитетом (Infantry Board) Управления боевой подготовки Армии США было отстреляно 400 выстрелов. Внимание уделялось практическим результатам стрельб (соотношение процента произведенных выстрелов к проценту попаданий и задержек при стрельбе), а также таким качествам оружия как надёжность, безопасность, эргономичность, простота в эксплуатации и обучении. Для фиксации превосходства перспективного образца вооружения над уже имеющимся в армейском арсенале, проводились сравнительные испытания FGR-17 и M72 со стрельбой инертными гранатами по маневрирующим танкам-мишеням, управляемым квалифицированными экипажами. Стрелками, набранными из рядовых военнослужащих, отрабатывалась техника одиночного, последовательного, беглого и залпового огня.
По словам руководителя проекта от армии на данном этапе полковника Аарона Ларкинса, испытания были в высшей степени успешными, все поставленные перед разработчиками задачи были выполнены. В рамках доводочных испытаний проводились испытания устойчивости гранатомёта к неблагоприятным факторам среды, погодным условиям, воздействию холодных и горячих температур, вибрационно-колебательных, статических и других нагрузок. Также, гранатомёт подвергался испытаниям плесневыми грибами, традиционным элементом флоры сырых подвальных и мало освещённых складских помещений. Для этого гранатомёт был обработан снаружи из опрыскивателя грибным водяным раствором и положен на девяносто дней в сырое тёмное помещение с 95%-ной влажностью воздуха и температурой 30 °C. За указанный период грибная колония практически «съела» текстильный ремень для переноски гранатомёта.
На этом этапе к участию в проекте подключилось Управление материально-технического снабжения, что свидетельствовало о том, что проект вышел на финишную прямую перед запуском в серию. Контрольные испытания перед принятием гранатомёта на вооружение проводились летом—осенью 1981 года на стрельбище в Форт-Беннинге, штат Джорджия. В ходе перечисленных испытаний, гранатомёт показал безопасность и неприхотливость в эксплуатации, высокую точность стрельбы. 24 августа 1981 года, на совещании армейского командования было решено, что гранатомёт необходимо запускать в производство как можно скорее. В декабре 1981 года Управление ракетных войск распорядилось организовать серийное производство гранатомётов и их отдельных деталей на заводах привлечённых подрядчиков, 2 декабря 1981 года им был заключен контракт на сумму 14,4 млн $ с «General Dynamics» на организацию серийного производства и поставку требуемого количества боевых и учебных гранатомётов, и запчастей к ним в 1981—1982 гг. Основной объём производства деталей гранатомёта и его конечной сборки был сосредоточен в Камдене, штат Арканзас. Казённым учреждением, занятым в производстве взрывчатого вещества и снаряжении боевых частей гранат был Берлингтонский армейский завод боеприпасов в штате Айова, администрировавшийся по контракту компанией «Мейсон энд Хэнгер». На этапе предсерийного и серийного производства, с 1 августа 1980 по май 1982 года руководителем проекта от армии был полковник Аарон Ларкинс, от индустриальной команды для решения производственных вопросов к нему был приставлен заместителем Джеймс Хьюз.

### Принятие на вооружение

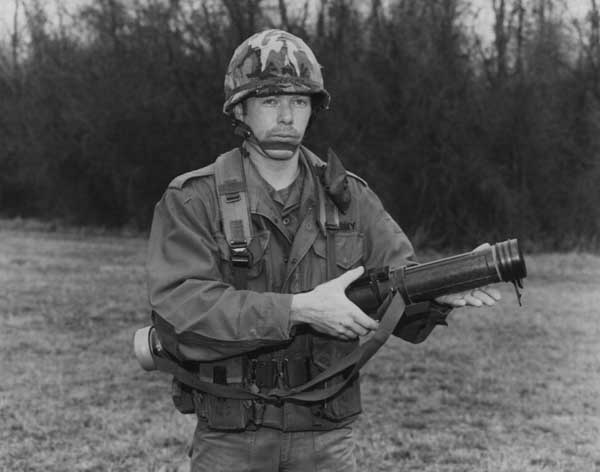
Перевод гранатомёта из боевого в походное положение

В начале августа 1981 года войсковые испытания были окончены, гранатомёт по словам руководителя проекта Аарона Ларкинса «удовлетворил, а по ряду параметров превзошёл предъявленные требования», и был принят на вооружение. Традиционным противником закупки любых национальных образцов вооружения и «Вайпера» в их числе, и одновременно главным пропонентом закупки дешёвого иностранного вооружения являлась Счётная Палата США, сотрудники которой, отвечавшие за военные расходы, в своём секретном донесении Федеральному правительству США, указывая на ограниченную эффективность «Вайпера» против тяжёлой бронетехники заключали, что не стоит торопиться с запуском его в серийное производство и в производство вообще, необходимо тщательнее присмотреться и оценить все имеющиеся национальные и зарубежные альтернативы (в первую очередь подразумевались именно зарубежные). Несмотря на открытый протест органов бюджетного контроля, вскоре Конгресс США утвердил выделение бюджетных средств на закупку гранатомётов, которая входила в ряд наиболее приоритетных статей расходов Армии США. Тогда же, осенью 1981 году КМП прекратил финансирование своего участия в проекте со ссылкой на нерешённые генпордядчиком технические недоработки.
В начале февраля 1982 года Армия выделила из своего расходного фонда ещё 89,3 млн $ для корпорации «General Dynamics» на закупку 60 тыс. гранатомётов, в стоимость контракта входили производственные расходы и поставка учебных средств (исключая учебные гранатомёты), что было крупнейшим заказом в сфере закупок противотанковых средств в том году и выводило «Вайпер» по объёму заказов на один уровень с более дорогими оперативно-тактическими ракетами. Производственное оборудование для снаряжения реактивных гранат, предназначенное для экспериментального использования на казённых заводах по производству боеприпасов, было разработано инженерами корпорации «Эф-Эм-Си» в Санта-Кларе, штат Калифорния по заказу Управления разработки вооружения.
В мае 1982 года, после начала производства, когда на первый план вышли вопросы организации взаимодействия задействованных коммерческих подрядчиков, А. Ларкинса на посту руководителя проекта сменил полковник Роберт Терри Уокер, переведенный из Автобронетанкового управления, где он отвечал за вопросы связанные с закупками и доставкой комплектующих, узлов и агрегатов для танков M1. Помощник заместителя начальника штаба армии США по научно-исследовательской работе генерал-майор Стэн Шеридан ответственно заявлял прессе летом 1982 года, что «Вайпер» наряду с «Тоу» и «Першингами» находится в категории «многолетних закупок» (multi-year procurement applications), что предполагало его серийное производство в течение многих лет. 3 августа 1982 года, офицер ответственный за текущий контроль программы работ (General Officer In-Process Review) постановил, что гранатомёт готов к серийному производству. Однако, уже в марте 1983 года производство было временно приостановлено до завершения сравнительных испытаний более приемлемых по цене зарубежных образцов.

### Снятие с вооружения
24 января 1983 года инцидент с разрывом пусковой трубы повторился с серийным образцом гранатомёта. В ходе разбора инцидента выяснилось, что взрыв произошёл из-за переднего расположения воспламенителя в цепи зажигания двигателя. Об инциденте очень быстро стало известно противникам серийного производства гранатомёта и армейское командование распорядилось провести разбирательство по факту случившегося, по итогам которого гранатомёту были назначены повторные испытания, на этот раз сравнительные (с участием иностранных образцов вооружения).
В качестве последней попытки сохранить гранатомёт на вооружении, была предпринята масштабная доработка его генпордядчиком, в результате чего получился усовершенствованный «Viper Variant». Он имел воспламенитель, расположенный в хвостовой части гранаты позади двигателя, для проверки нормального боя оружия потребовалось отстрелять около 240 боеприпасов С 1 апреля по 31 июля 1983 года, уже после прекращения серийного производства и незадолго до завершения проекта Армией и КМП проводились сравнительные испытания (Joint Lightweight Anti-Armor Weapons Test) ряда современных ручных противотанковых гранатомётов американского и иностранного производства, среди которых с американской стороны были FGR-17 и M72A3, а также упомянутый Viper Variant, а от иностранных производителей им противостояли британский LAW 80 от компании «Hunting Engineering», западногерманский «Armbrust» от консорциума «Messerschmitt-Bölkow-Blohm», норвежский M72-750 от «Raufoss» и шведский AT4 от концерна «Форсваретс фабриксверк». Кроме того, отдельно от перечисленных испытывались западногерманский «Панцерфауст-3», французские «APILAS» и «LRAC F1» (КМП ко всему прочему проводил испытания шведского «Carl Gustaf»). Испытания проводились на Абердинском испытательном полигоне. Ни один из испытуемых образцов (кроме трёх последних, которые не проходили по другим параметрам, прежде всего по весу и по длине) не обеспечивал требуемого показателя бронепробиваемости при фронтальной стрельбе по лобовой броне современной тяжёлой бронетехники. Тем не менее, победителем испытаний, в ходе которых было отстреляно по 70 боеприпасов каждого образца из перечисленных (включая три последних), был признан шведский гранатомёт, а уже имеющийся серийный M72A3 был оставлен на вооружении. По итогам испытаний, подведенным 1 сентября того же года армейские чины заявили о том, что контракты на обслуживание генподрядчиком уже выпущенных «вайперов» будут расторгнуты (это означало, что весь их арсенал будет вскоре утилизирован) и что производственные линии вскоре будут закрыты, а для армии и морской пехоты будут закуплены шведские гранатомёты, о чём 30 сентября были официально уведомлены члены Комитет Палаты представителей по вооружённым силам. Утилизация гранатомёта путём извлечения гранаты и отстыковки боевой части для повторного её применения была взрывоопасной процедурой, так как по расчётам специалистов-взрывотехников, из десяти утилизируемых гранат одна взорвётся.
7 октября 1983 года Министр армии США Джон Марш подписал распоряжение об окончательном завершении программы «Вайпер». После отмены проекта 37 человек из офиса проекта были переориентированы на работу по тематике усовершенствованных переносных вооружений (Advanced Manportable Weapon Systems, сокр. AMWS), что фактически означало ведение работ по продлению эксплуатации и усовершенствованию имеющегося на вооружении арсенала M72. 12 декабря 1983 года вышло официальное распоряжение начальника Управления ракетных войск о переименовании офиса. Руководителем переназванного офиса по-прежнему являлся полковник Р. Уокер. От персонала офиса требовалось проконтролировать закрытие производственных линий и контроль работ над очередной модификацией LAW — M72A3, попутно с которой планировалась закупка образцов противотанковых гранатомётов иностранных производителей (что и было осуществлено в итоге). Офис проекта просуществовал под таким названием до 1 октября 1987 года, когда его вновь переименовали и переориентировали, на этот раз на работу по усовершенствованным противотанковым системам вооружения (что ещё через десять лет привело к принятию на вооружение ПТРК «Джавелин»). После прекращения производства «Вайпера», имеющие наработки отэволюционировали к более поздней программе создания многоцелевого индивидуального оружия (Multipurpose Individual Munition, сокр. MPIM), которая проводилась в середине и второй половине 1980-х гг.
К началу 1983 года все «вайперы» были удалены из оружейных комнат и армейских складов хранения. Армейское командование запросило о выделении средств на закупку партии обновлённых гранатомётов «Вайпер-Вэриент» в 1983—1984 гг., но из Аппарата Министра обороны США после ряда совещаний по данной теме пришёл отказ, больше этот вопрос не поднимался.

## Задействованные структуры
Разработкой гранатомёта занимались:
- Пусковая труба — Эргономическая лаборатория, Абердин, Мэриленд;
- Боевая часть — Лаборатория баллистических исследований, Абердин, Мэриленд;
- Предохранительно-исполнительный механизм — Лаборатория им. Даймонда, Адельфи, Мэриленд.

В производстве гранатомёта участвовали:
- Оружие в целом, металлические и пластиковые детали — General Dynamics Corp., Pomona Division, Помона, Калифорния (разработка/предсерийное производство); Камден, Арканзас (серийное производство);
- Ракетный двигатель и учебный подкалиберный боеприпас с инертной боевой частью — Atlantic Research Corp., Гейнсвилл, Виргиния (разработка/производство); Камден, Арканзас (снаряжение);
- Компоненты ракетного топлива — Callery Chemical Co., Каллери, Пенсильвания;
- Пусковая труба, корпус ракетного двигателя — Brunswick Corp., Defense Division, Линкольн, Небраска;
- Боевая часть — Mason & Hanger-Silas Mason Co., Inc., Мидлтаун, Айова; Берлингтон, Айова;
- Предохранительно-исполнительный механизм — Bulova Space & Instruments Corp., Валли-Стрим, Лонг-Айленд;
- Ударно-спусковой механизм/Прицельные приспособления — Sturm, Ruger & Co., Саутпорт, Коннектикут;
- Трассёр — Remington Arms Co., Индепенденс, Миссури.

Состав подрядчиков оставался практически неизменным на протяжении всего производственного цикла, от опытного, затем предсерийного и серийного производства, до завершения закупок.

## Производство

### Производственные расходы
На момент организации серийного производства по оптовым ценам стоил в два раза дороже гранатомёта SMAW ($1350 против $676) при аналогичном количестве закупаемых единиц. Стоимость отдельных деталей гранатомёта распределялась следующим образом:
- Гранатомёт
  - Система управления — 0 %
  - Структурные элементы — 0 %
  - Контрольно-проверочная аппаратура — 0 %
  - Контейнер — 2 %
  - Пусковая труба — 16 %
  -  Граната — 82 %
    - Система наведения — 0 %
    - Боевая часть — 26 %
    -  Двигатель — 74 %
      - Футеровка — 0 %
      - Зажигание — 5 %
      - Сопло — 18 %
      - Топливо — 30 %
      -  Корпус — 47 %
        - Сборка — 0 %
        - Испытания — 20 %
        - Материалы — 35 %
        -  Обработка и изготовление — 40 %

### Закупочный план
План закупок гранатомётов Армией США с 1982 по 1988 бюджетный год
План на 1982 фискальный год предусматривал закупку 59 тыс. гранатомётов (через год аппетиты армии выросли в три раза, командование запросило Конгресс о выделении средств на закупку ещё 150 тыс. гранатомётов в 1983 фискальном году). Всего, в течение шести лет (1981—1987) для армейских нужд предполагалось закупить 648,4 тыс. гранатомётов. В итоге, за 1982 фискальный год (1 октября 1981 — 31 сентября 1982) было закуплено 61,4 тыс. гранатомётов, за неполные два квартала 1983 фискального года (с 1 октября 1982 и до приостановления производства в марте 1983 года) было закуплено 41,4 тыс. гранатомётов из 86 тыс. запланированных. Таким образом, общий показатель производства составил около 104 тыс. ед., включая опытные образцы, отстрелянные во время испытаний. Стоимость росла параллельно с программой работ. Парадоксально, но доработка оружия генподрядчиком, призванная удешевить его стоимость, напротив, многократно её увеличила. В 1976 году оценочная стоимость одного серийного гранатомёта при условии оптовой закупки 1,7 млн ед. составляла 78 $. Через пять лет, в 1981 году, стоимость одного гранатомёта при аналогичных условиях составляла уже 660 $. Из этой разницы 42 % (247 $) составляли расходы, обусловленные изменениями, внесёнными генподрядчиком в конструкцию оружия и расширение им номенклатуры материалов, применяемых в производстве, а также увеличившаяся стоимость оплаты труда персонала. Оставшиеся 58 % (335 $) были обусловлены инфляцией. Стоимость гранатомёта при меньшем объёме заказов была существенно выше — 793 $ (1 млн ед.) или 834 $ (860 тыс. ед.). Через год она выросла до 959 $. В этой связи интересна полемика между заместителем начальника штаба Армии США по науке генерал-лейтенантом Дональдом Китом и председателям Подкомитета палаты представителей по военным ассигнованиям Джозефом Аддаббо:

Аддаббо: LAW стоит около $150 за штуку. «Вайпер» обойдётся в $1300. Война дорожает.
Кит: Точно так же как хлеб, «фольксвагены» и всё остальное.

Конгресс установил закупочную планку «тысяча за штуку». В «General Dynamics» ответили, что готовы снизить цену до 1180 $, но только в случае закупки крупной партии не менее 705 тыс. гранатомётов в течение шести лет (1981—1987 гг.). Расценки на аналогичные образцы вооружения: M72 LAW — 200 $, LAW 80 — 1000 $, APILAS — 2000—2500 $, Armbrust — 500—750 $. Закупочная стоимость предсерийных моделей на 1981 фискальный год превышала 10 тыс. $ (что укрепляло позиции сторонников закупки импортных аналогов). Ситуация осложнялась тем обстоятельством, что в «General Dynamics» напрочь отказались подписывать контракт с фиксированным вознаграждением.
По линии международного военно-технического сотрудничества стран НАТО интерес к «Вайперу», в плане организации собственного производства с закупкой отдельных американских комплектующих, проявили в Бельгии, Великобритании, Германии, Норвегии, но в связи с отменой производства в США переговоры прекратились, зарубежные линии производства не открывались.
Упущенная выгода для «General Dynamics» из-за прекращения производства составила около $1 млрд в ценах того периода.

## Эффективность
По словам предпоследнего руководителя проекта «Вайпер» от армии полковника Аарона Ларкинса FGR-17 по своей боевой эффективности в два-три раза превосходил LAW, в два раза превосходил его по дальности стрельбы, имея в полтора раза большую зону вероятного уничтожения цели с первого выстрела (по утверждению Заместителя начальника штаба Армии США по научно-исследовательской работе генерал-майора Лоуренса Скибби, FGR-17 по своей боевой эффективности в три—пять раз превосходил M72, значительно превосходил немецкий Armbrust и норвежский M72-750).
В ходе государственных испытаний гранатомёта, проводившихся в Редстоуне в июле 1981 года, эксплуатационная надёжность гранатомёта была оценена в 94,6 %, от генподрядчика требовалось довести показатель до 97 %. При этом, 156 последних выстрелов из 400 не дали осечек, на гранатах был установлен усовершенствованный гальванический элемент, что даёт основания полагать, что отказы происходили по вине электроцепи зажигания.
За период испытаний не произошло ни единого случая самопроизвольного выстрела или случайного снятия с предохранителя и нажатия на спуск. Статистика задержек при стрельбе такова: 15 осечек на 400 выстрелов. На 15 осечек приходится 8 отказов (техническая неисправность) и 7 выстрелов после выдвижения пусковой трубы на полную длину и при повторном нажатии на спуск (человеческий фактор). То есть, вероятность отказа при выполнении инструкции по эксплуатации составляла около 2 %.
Индивидуальный носимый боекомплект пехотинца составлял до четырёх гранатомётов, но мог при необходимости быть увеличен до пяти гранатомётов. Гранатомёт обеспечивал возможность ведения стрельбы из положения стоя, с колена и лёжа ровно или на боку (на неровной местности). Бронепробиваемость «Вайпера» всё же была ограничена лобовой бронёй и динамической защитой тяжёлой бронетехники, позволяя ему эффективно бороться только с лёгкой бронетехникой, а для борьбы с тяжёлой бронетехникой требовалось вести обстрел с флангов. Наиболее современные на тот момент советские танки были не под силу «Вайперу».
По утверждению Начальника оперативного управления КМП США генерал-майора Гарольда Глазго, несмотря на свои достоинства и сравнительно высокую пробивающую способность (в сравнении с другими образцами оружия такого же класса), «Вайпер» был дороже своих аналогов и не обеспечивал главного предъявляемого к нему требования — поражения советских основных танков с любого направления обстрела, в первую очередь, с фронта. При том, что заявленная дальность стрельбы гранатомёта составляла 300 метров, фактическая эффективная дальность не превышала 200. Как отмечал генерал-лейтенант Дональд Кит, попытки попасть по целям на большем удалении являлись «стрельбой наугад». Даже при этом, «Вайпер» всё равно в два раза превосходил M72 по дальности, поскольку эффективная дальность применения последнего не превышала ста метров.
В то же время, степень боевой эффективности «Viper», при том, что он существенно превосходил LAW по целому ряду параметров, была ограничена тем обстоятельством, что они были оружием одноразового применения, что оставляло их далеко позади советского аналога — РПГ-7. Научный сотрудник лаборатории вооружения Баттельского института Джозеф Бакофен подсчитал, что один стрелок-гранатомётчик вооружённый РПГ-7 с четырьмя реактивными противотанковыми гранатами (2,3 кг) носимого боекомплекта обладает большей огневой мощью, чем шестеро стрелков с LAW (2,4 кг) или пятеро с FGR-17 (3,1 кг).

## Устройство

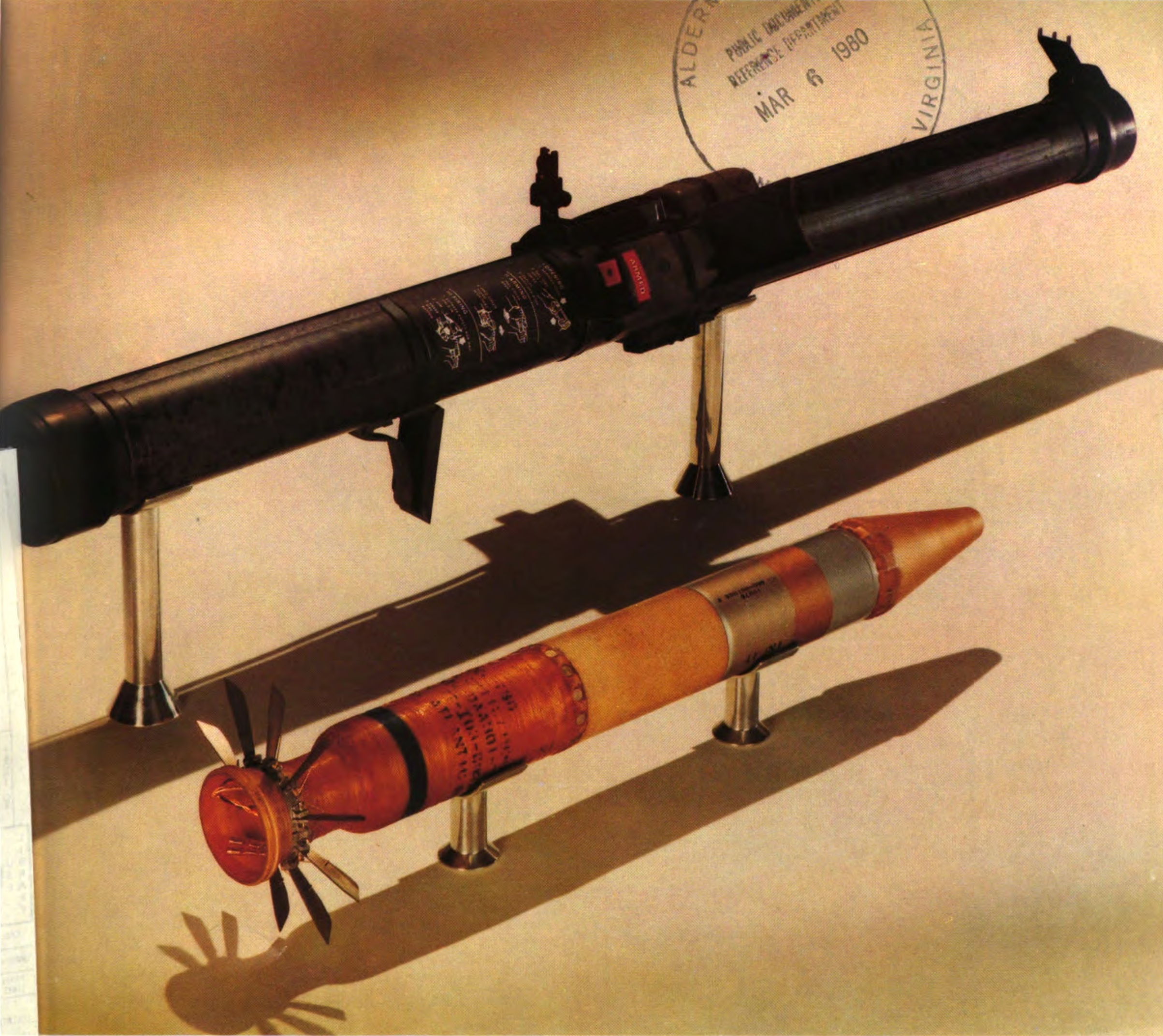
Пусковая труба (вверху) и граната (внизу)

Гранатомёт представляет собой унитарный боеприпас в заводской комплектации, поставлявшийся с завода-изготовителя в снаряжённом виде и предназначенный для одократного применения («выстрелил и выбросил»). Реактивная граната заключена в двухсоставной раскладывающейся пусковой трубе из композитного полимерного материала (при транспортировке находится в собранном виде, перед применением задняя часть пусковой трубы выдвигается из передней и гранатомёт готов к бою). Обе части пусковой трубы практически полностью выплавлялись из полимера и представляли собой цельные изделия, почти без механической обработки на станках (что удешевляло производство). Внешние детали, включая ударно-спусковой механизм и прицельные приспособления, приклеивались к корпусу на заводе при помощи полимерной ленты, армированной стекловолоконной нитью, и отрывались от трубы вручную после выстрела для повторного использования. Пусковая труба выступает одновременно тактическим контейнером для хранения гранаты в полевых условиях (в складских условиях может храниться вне специального герметизированного контейнера при соблюдении регламентных требований). Корпус ракетного двигателя из армированного стекловолокна на эпоксидной основе сорта S-2. Каждая заготовка под будущий ракетный двигатель проходила заводские испытания на прочность, вероятность разрыва двигателя в канале ствола пусковой трубы (без подрыва боевой части) из-за критического скачка давления была не выше, чем у обычных гильзовых боеприпасов. Топливо на карборановой основе обеспечивало гранатомёту гарантированный срок хранения десять лет.
За основу при создании ударно-спускового механизма и прицельных приспособлений для гранатомёта был взят не M72, а его шведский аналог «Минимэн», УСМ которого обеспечивал более надёжную работу, нежели M72 и был практически безотказным. В то же время, если конфигурация УСМ и прицельных приспособлений M72 позволяли свободно вести огонь из него с любого плеча, то нормально пользоваться «Вайпером» мог только правша. Спусковой рычаг также взят от «Минимэна» во избежание осечек и задержек при стрельбе, характерных для M72, а также для нормальной центровки оружия, поскольку разница пальцевого усилия на спуск при стрельбе из «Минимэна» никак не влияла на точность прицеливания, а на M72 влияла и весьма существенно, — выжимать спуск можно было только кончиками пальцев, при неправильном (не перпендикулярном) расположении пальцев на спусковом рычаге M72 и/или недостаточно сильном нажатии на него, выстрела могло не последовать, а при чуть более сильном нажатии на спуск, чем требуется, трубу клонило вниз в сторону нажатия, что вело к промаху. «Минимэн», а с ним и «Вайпер», были защищены от тактильной биомеханической ошибки прицеливания, в результате чего сила нажатия на спуск на точность не влияла. Откидные пластмассовые плечевые упоры (жёсткий передний и мягкий задний) также были скопированы со шведского исходника, что в отличие M72 придавало гранатомёту устойчивое положение на плече стрелка и минимизировало влияние фактора отдачи оружия на точность прицеливания. Тем не менее, применение упоров вело к снижению точности прицеливания за счёт оптической ошибки наведения из-за непорционального расстояния от глаза стрелка до задней стойки прицела, которое ко всему прочему становилось ещё меньше, чем надо, при изменении положения для стрельбы стоя на стрельбу с колена или лёжа. Сами же механические прицельные приспособления в виде двух стоек диоптрического прицела, — передней и задней, — были аналогичны применяемым на M72, но только если в M72 они обе были функциональными, то в «Вайпере» задняя стойка прицела являлась рудиментарной, поскольку, во-первых, она не имела дальномерной шкалы (как на M72), а во-вторых, скорость полёта гранаты делала её ненужной. Тем не менее, она позволяла регулировать угол возвышения ствола по известной дальности до цели (замеряемой на глаз или при помощи дальномерных приборов). Кроме того, от M72 достался поплавковый механизм температурной компенсации для задней стойки прицела, который тем более был не нужным «Вайперу» ввиду особенностей применяемого ракетного топлива (высокой интенсивности сгорания и большой скорости полёта). Для сравнительных испытаний «Вайпера», «Минимэна» и M72 было отобрано двадцать восемь солдат, прошедших перед этим продвинутый курс индивидуальной подготовки (Advanced Individual Training) в Центре боевой подготовки сухопутных войск Армии США в Форт-Полке, штат Луизиана. Испытания показали низкую функциональность задней стойки прицела «Вайпера».

## Учебные средства
Для практической отработки навыков стрельбы в ходе занятий по огневой подготовке применялась многоразовая пусковая труба меньшего диаметра из нержавеющей стали и 46-мм учебный подкалиберный боеприпас со светошумовой боевой частью, оснащённый ракетным двигателем аналогичным стандартному боеприпасу, а также устройство для стрельбы трассёром от стандартного винтовочного боеприпаса калибра 7,62 мм, заряженного в специальную гильзу. Учебный боеприпас по своим баллистическим характеристикам соответствовал боевой гранате.
Курс подготовки стрелка был весьма кратким, не требовал специальных навыков и уже готовился Управлением боевой подготовки к включению в стандартный курс огневой подготовки военнослужащего Армии США (то есть, не предусматривал присвоения военной специальности). Симулятор демаскирующих эффектов стрельбы (для совершенствования навыков маскировки огневой позиции) и система лазерной имитации боя (для отработки навыков прицеливания) были разработаны корпорацией «Ксерокс» в Пасадене, штат Калифорния, по заказу Управления материально-технического снабжения Армии США
В качестве учебных средств в рамках второго этапа войсковых испытаний в 1981 году Пехотным комитетом вместе с боевым гранатомётом испытывались:
Подкалиберная граната
- 46-мм подкалиберная граната с инертной боевой частью (Subcaliber Rocket Trainer, SRT) — предназначалась для повышения точности стрельбы и привыкания к её эффектам (вспышка, шум, дым, отдача, перепад давления), но в связи с несколькими отказами во время испытаний в 1981 г. была изъята из производства[106].
- 35-мм подкалиберная граната со светошумовой боевой частью — была разработана в 1981—1982 гг. для замены предыдущей подкалиберной гранаты. Представляет собой модификацию стандартного учебного боеприпаса M73 для подготовки стрелков M72A2. Для стрельбы ею, в неснаряженную или уже использованную пусковую трубу «Вайпера» вставлялась стальная трубка длиной 635 мм[106].

Трассёр
Устройство для стрельбы 7,62-мм трассирующими пулями (Subcaliber Tracer Bullet Trainer, STBT) — предназначено для отработки точности прицеливания из гранатомёта, по результатам испытаний в 1981 г. признано стандартным учебным средством. По массо-габаритным характеристикам идентично боевому гранатомёту.
Отдельно от перечисленных выше для применения в качестве учебных средств были разработаны:
Видеосимулятор
Аналоговый видеосимулятор противотанкового боя (Simulated Tank Antiarmor Gunner System, STAGS). Для подготовки стрелка в учебном классе используются различные ситуации тактической обстановки, которые уже записаны на видеодисках или видеокассетах и выводятся на экран при помощи видеопроектора. Симулятор разрабатывался для подготовки операторов ПТРК M47, но с другим программным обеспечением одинаково подходил для подготовки стрелков FGR-17. В процессе симуляции боя, в динамиках звучит звук аналогичный реальному звуку выстрела и взрыва при попадании по цели или промаха, имитируются различные светошумовые и газодымовые эффекты реального боя.
Лазерный симулятор
Система лазерной имитации боя (Multiple Integrated Laser Engagement System, MILES) — предназначенная для контроля уровня подготовленности и полевой выучки стрелков в ходе занятий с условным противником (OPFOR) или военных учений. Применяется в сочетании с симулятором эффекта выстрела противотанкового оружия (Anti-Tank Weapons Effect Signature Simulator, ATWESS), представляющего собой пиротехническое средство, взрывающееся во время нажатия на спуск и имитирующее эффекты стрельбы (вспышка, шум, дым, отдача, перепад давления).

## Сравнительная характеристика
| Тактико-технические характеристики основных армейских противотанковых средств | Тактико-технические характеристики основных армейских противотанковых средств | Тактико-технические характеристики основных армейских противотанковых средств | Тактико-технические характеристики основных армейских противотанковых средств | Тактико-технические характеристики основных армейских противотанковых средств | Тактико-технические характеристики основных армейских противотанковых средств |
| Оружие                                                                        | Оружие                                                                        | M47                                                                           | M67                                                                           | M72                                                                           | XM132                                                                         |
| ----------------------------------------------------------------------------- | ----------------------------------------------------------------------------- | ----------------------------------------------------------------------------- | ----------------------------------------------------------------------------- | ----------------------------------------------------------------------------- | ----------------------------------------------------------------------------- |
| Масса, кг                                                                     | Масса, кг                                                                     | 14                                                                            | 20,07                                                                         | 2,13                                                                          | 3,175                                                                         |
| Эффективная дальность стрельбы, м                                             | по неподвижным целям                                                          | 1000                                                                          | 300                                                                           | 200                                                                           | 250…300                                                                       |
| Эффективная дальность стрельбы, м                                             | по движущимся целям                                                           | 1000                                                                          | 200                                                                           | 165                                                                           | 250…300                                                                       |
| Вероятность попадания                                                         | по неподвижным целям                                                          | 0,7                                                                           | 0,5                                                                           | 0,5                                                                           | 0,6…0,8                                                                       |
| Вероятность попадания                                                         | по движущимся целям                                                           | 0,7                                                                           | 0,5                                                                           | 0,5                                                                           | 0,4…0,6                                                                       |
| Опасная зона позади стрелка, м                                                | Опасная зона позади стрелка, м                                                | 50                                                                            | 43                                                                            | 40                                                                            | 40                                                                            |
| Время полёта на макс. удаление, сек                                           | Время полёта на макс. удаление, сек                                           | 11                                                                            | ?                                                                             | 0,4 (200)                                                                     | ? (250)                                                                       |
| Расчёт, чел                                                                   | Расчёт, чел                                                                   | 1                                                                             | 2                                                                             | 1                                                                             | 1                                                                             |